# إيرا (نيويورك)
إيرا (بالإنجليزية: Ira, New York)‏ هي بلدة أمريكية تقع في الولايات المتحدة في مقاطعة كايوغا، نيويورك. يقدر عدد سكانها بـ 2,206 نسمة ومساحتها 90.5 كم2 وترتفع عن سطح البحر 139 متر.

## معرض صور

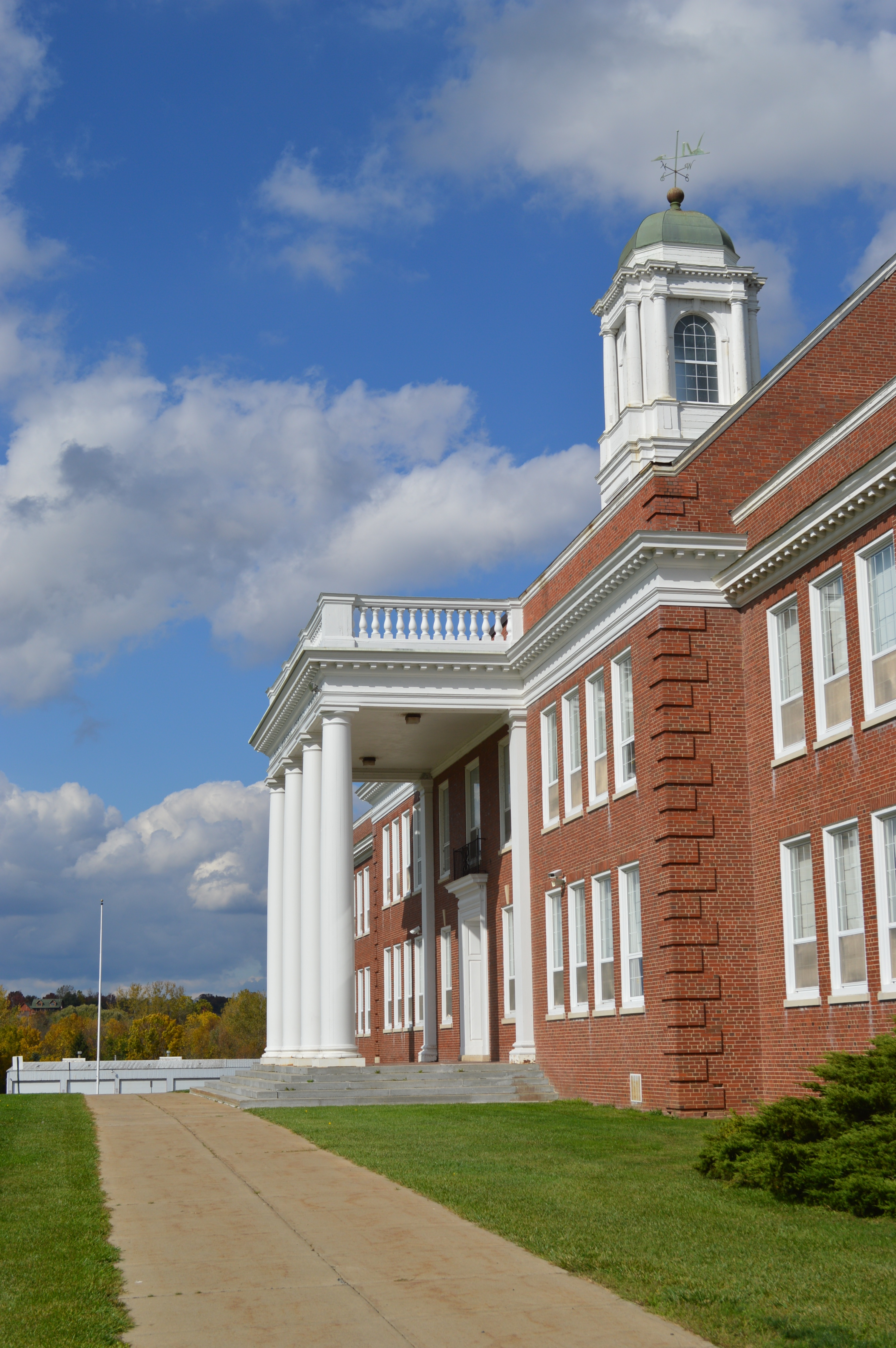
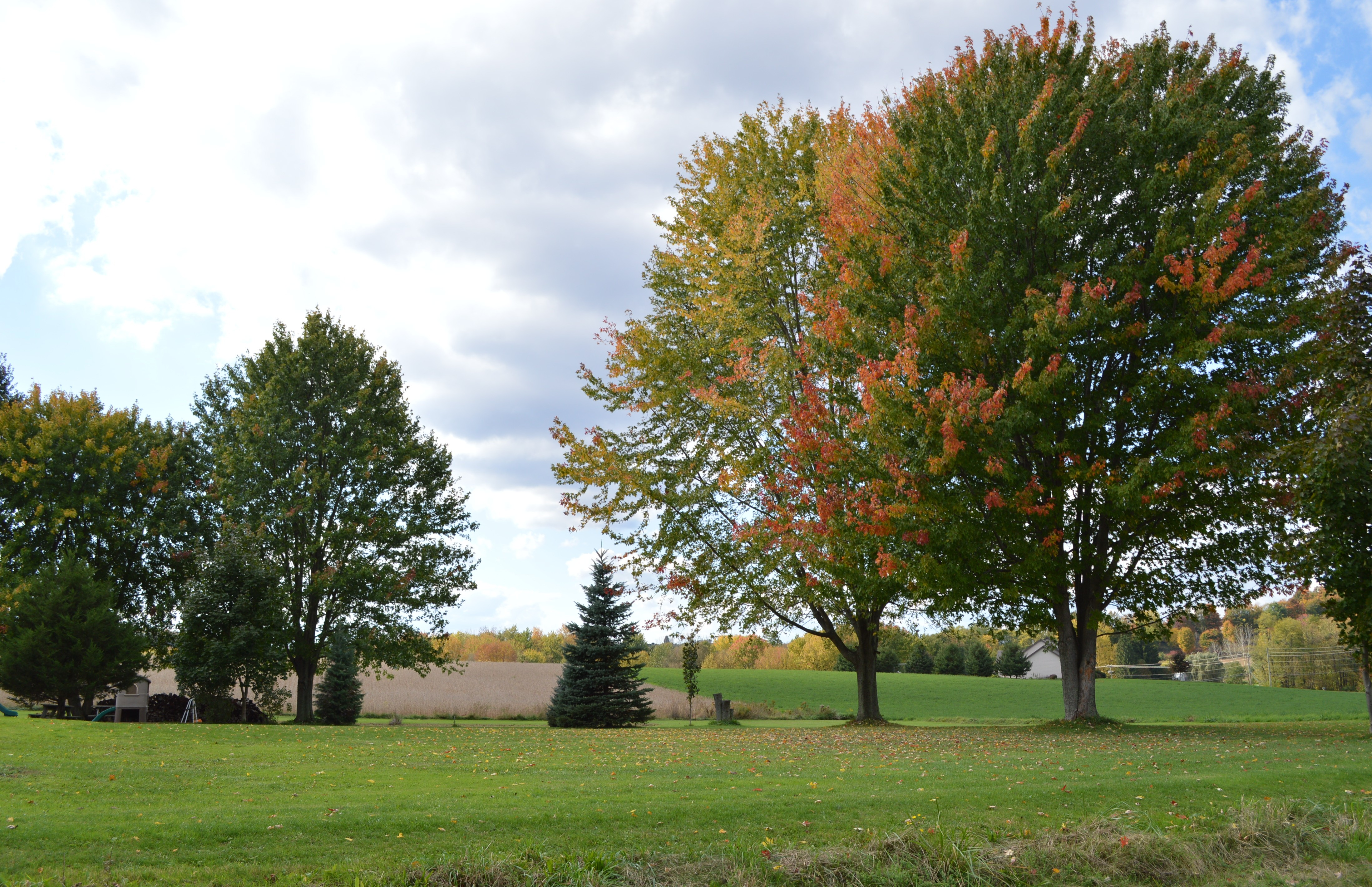
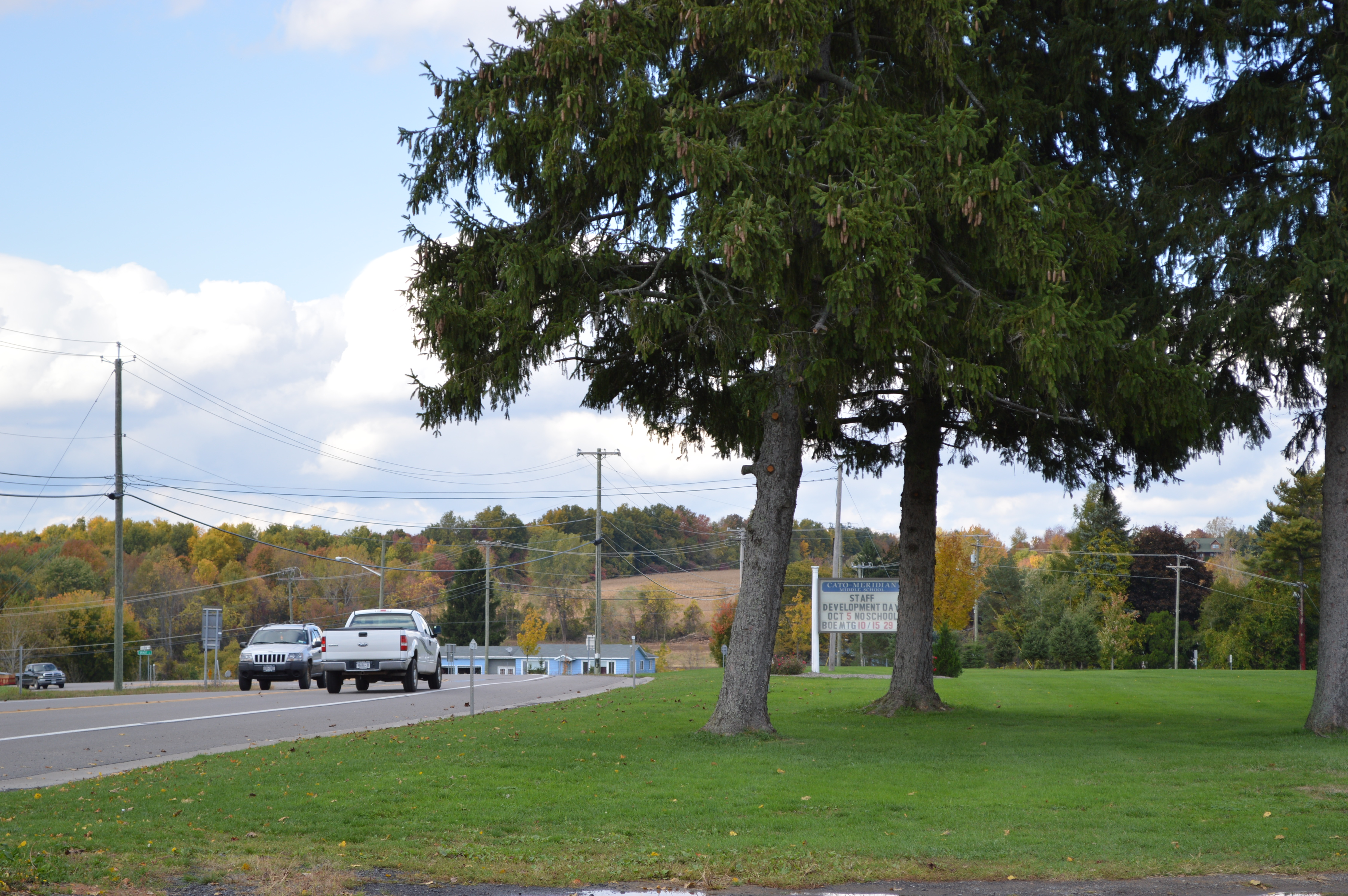